# Peter Heenan (homme politique)
Pour les articles homonymes, voir Peter Heenan et Heenan.
Peter Heenan (19 février 1875-12 mai 1948) est un homme politique canadien de l'Ontario. Il est député fédéral libéral de la circonscription ontarienne de Kenora—Rainy River de 1925 à 1934. Il est ministre dans le cabinet du premier ministre Mackenzie King.
Il est également député provincial de Kenora (en) à titre de travailliste de 1908 à 1919 et libéral de 1934 à 1943. Il est ministre dans le cabinet du premier ministre Mitchell Hepburn.

## Biographie
Né à Tullaree, près de Newcastle dans le comté de Down en Irlande, Heenan travaille comme testeur de chemins de fer dans les mines et même sur les chemins de fer du Costa Rica en Amérique centrale. Aux prises avec la fièvre jaune, il doit revenir au Canada en 1902 et travaille ensuite dans un ranch dans l'Ouest. Il travaille ensuite comme ingénieur de locomotive pour le Canadien Pacifique et transite entre Winnipeg et Kenora. Son expérience acquise comme chauffeur sur les rails costaricaines lorsqu'il a été appelé pour porte secours à un locomotive ayant plongée dans l'eau près de Kenora.
Heenan s'implique dans les mouvements travaillistes du Nord-Ouest de l'Ontario et devient en chef important au commencement de la Première Guerre mondiale. Il siège également au conseil municipal de Kenora pendant cinq ans et comme président de la Commission des utilités publiques pendant deux ans.

## Député provincial travailliste
Élu député provincial ontarien en 1919 et réélu en 1923, il continue de conduire des locomotives lorsque la législature de siégeait pas.
Sous la direction de Heenan, les Travailliste s'associe au United Farmers of Ontario pour former une coalition gouvernementale avec E. C. Drury avec le support de Drury pour le projet de Edward Wellington Backus (en) d'ériger une usine de papier journal à Kenora. Heenan œuvre aussi à faire de Harry Mills le premier à occuper le poste de ministre des Mines.

## Politique fédérale
Élu député libéral fédéral en 1925, il est réélu en 1926 et en 1930. Durant son second mandat, il est ministre du Travail et acquiert la réputation de Peter the Peacemaker après avoir réglé 160 conflits de travail durant ses trois années. Il permet également l'adoption du Mother's Allowance Act et du Old Age Pensions Act.
Heenan conserve toujours le temps de travailler comme conducteur de locomotive entre deux sessions parlementaires. Durant un débat en 1934, il déclare I wanted to be unique. I wanted to be the only man that the Conservatives have put into overalls (Je voulais être unique, je voulais être le seul que les Conservateurs ont réussi à mettre en salopette).

## Député et ministre provincial libéral
Démissionnant de son poste de député fédéral après son élection sur la scène provinciale 1934, il est réélu en 1937. De 1934 à 1941, il est ministre des Terres et des Forêts dans le cabinet de Mitchell Hepburn. Heenan était chargé de promouvoir les politiques en matière de développement des ressources naturelles, incluant un rigoureux respect des quotas de coupes forestières dans le Nord de l'Ontario. Avec le Forest Resources Regulation Act de 1936, il établit des règles en matière de quotas et de réduction du nombre de permis de coupe, ainsi que des frais majorés pour les compagnies opérant au détriment de l'intérêt public. La Great Lakes Paper (en) a entre autres été soumise à d'importantes pénalités après avoir refusé de participer à un tarif minimum régulé par les gouvernements de l'Ontario et du Québec.
Il permet également l'ouverture d'un septième des terres de la Couronne pour les activités de chasse et pêche, ainsi que pour le campement commercial.
Après l'effondrement des opérations de la Lake Sulphite Pulp Company à Red Rock (en), il est accusé d'incompétence par l'Opposition à la suite d'une enquête. Après que lui et son sous-ministre aient remis leur démission , il est nommé ministre du Travail.
Heenan conserve un grand intérêt pour le bien-être de ses concitoyens et le développement de sa région du nord-ouest de l'Ontario, incluant la construction de la route Heenan (aujourd'hui route 71) entre Kenora et Rainy River.